# Врбаня
Βрбаня (хорв. Vrbanja) — деревня и община на востоке Хорватии. Административно входит в состав Вуковарско-Сриемской жупании.

## Община
Община Врбаня состоит из трёх населённых пунктов: Врбаня, Соляни и Строшинци, и наряду с общинами Дреновци и Гуня она является частью исторического региона Цвелферия.

## История
Впервые в письменных источниках этот населённый пункт упоминается в 1443 году, под названием Поссесио Вербаниа (итал. Possesio Werbanya). Известно что в период с 1536 по 1691 год Врбаня находилась в составе Османской империи. С того момента и до 1808 года община входила в состав земель закреплённых за Петроварадинским полком Славонской военной границы. Помимо прочего в первой половине XIX века в Врбани был основан приход и построена приходская церковь Пресвятой Богородицы, позднее переименованная в церковь Иоанна Крестителя. Конец XIX столетия в Врбани был ознаменован переселением сюда представителей немецкого народа, словаков, а также русинов и венгров.

## Население
Во времена великого переселения сербов во Врбане поселилось некоторое количество хорватов, бежавших из подконтрольной османам Семберии.
В середине XIX столетия население Врбани составляло около полутора тысяч жителей. Во второй половине XX века Врбаня насчитывала уже более 3700 человек, однако в последующие годы население общины стало стремительно сокращаться и к 2021 году составляло уже 1583 жителя.
| 2011 | 2021  |
| ---- | ----- |
| 2203 | ↗2870 |